# 1783
1783 (MDCCLXXXIII) a fost un an obișnuit al calendarului gregorian, care a început într-o zi de marți.

## Evenimente
- Semnarea Tratatului de Pace de la Versailles, care pune capăt Războiului de Independență American. Conform acestuia, SUA își obține neatârnarea față de Imperiul Britanic.

## Arte, știință, literatură și filozofie
- 9 noiembrie: Martin Hochmeister anunță la Sibiu apariția Siebenbürger Zeitung, primul ziar de pe teritoriul actual al României.
- În Scoția este fondată Societatea Regală din Edinburgh⁠(d).
- Thomas Malthus lansează teoria conform căreia "sobrietatea morală" ar putea preveni suprapopularea prin înfometarea oamenilor (numită ulterior malthusianism).
- Jean-Baptiste Biot cercetează rocile descoperite la L'Aigle pe care le presupune a fi de origine extraterestră.[1]

## Nașteri
- 13 iulie: Augustus, Mare Duce de Oldenburg (d. 1853)
- 24 iulie: Simon Bolivar (Eliberatorul), om de stat sud-african (d. 1830)

## Decese
- 2 ianuarie: Johann Jakob Bodmer, 85 ani, critic literar și estetician elvețian de limbă germană (n. 1698)
- 8 aprilie: Caroline Louise de Hesse-Darmstadt, 59 ani, marchiză de Baden (n. 1723)
- 24 aprilie: Grigori Grigorievici Orlov, 48 ani, ofițer rus și amantul țarinei Ecaterina cea Mare (n. 1734)
- 18 septembrie: Leonhard Euler, 76 ani, matematician și fizician elvețian (n. 1707)
- 27 septembrie: Étienne Bézout, 53 ani, matematician francez (n. 1730)
- 29 octombrie: Jean le Rond D'Alembert (Jean Le Rond d’Alembert), 65 ani, matematician, fizician, filosof și enciclopedist francez (n. 1717)
- 16 decembrie: Johann Adolph Hasse, 84 ani, compozitor german (n. 1699)